# Рицакорно (Кјети)
Рицакорно (итал. Rizzacorno) је насеље у Италији у округу Кјети, региону Абруцо.
Према процени из 2011. у насељу је живело 202 становника. Насеље се налази на надморској висини од 198 м.